# Omroep Venlo
Omroep Venlo ist der lokale Hörfunk- und Fernsehsender der niederländischen Gemeinde Venlo.
Unter dem Namen „Stadsomroep“ startete das Venloer Stadtfernsehen 1982 sein Programm. Nachdem die Ortschaften Tegelen und Belfeld der Gemeinde Venlo angeschlossen wurden, nannte man den Sender in „Omroep Venlo“ um. Omroep Venlo teilt sich auf in „Omroep Venlo TV“ (Fernsehen) und „Omroep Venlo FM“ (Radio).
Das Radioprogramm kann in Venlo und in der näheren Umgebung auf UKW 96,9 MHz empfangen werden. 

## Auszeichnungen
In den Jahren 2005, 2010 und 2013 wurde der Sender mit dem Titel Bester niederländischer Lokalsender des Jahres ausgezeichnet.